# Arishem el Juez
Arishem el Juez es un personaje ficticio que aparece en los cómics estadounidenses publicados por Marvel Comics. Arishem es uno de los dos Celestiales que tienen el derecho y la capacidad de juzgar qué civilización del planeta vivirá y cuál morirá. La función de Arishem es actuar como líder de las partidas de desembarco celestial y ha dirigido a las Cuatro Huestes Celestiales de la Tierra.
Arishem debutó en la película del Universo cinematográfico de Marvel Eternals (2021), con la voz de David Kaye.

## Historial de publicaciones
Arishem el Juez apareció por primera vez en The Eternals #2 (agosto de 1976), y fue creado por Jack Kirby.

## Biografía ficticia
Arishem llegó por primera vez a la Tierra-616 junto con otros Celestiales después de la destrucción de la sexta iteración del cosmos para crear uno nuevo. A lo largo de su misión, Arishem y los Celestiales se encontraron con un dios sobrenatural de la oscuridad, Knull, gobernante del Vacío dejado por la destrucción de la sexta iteración del cosmos, que comenzó una guerra contra los Celestiales. Después de presenciar la muerte de varios Celestiales, Arishem y los Celestiales sobrevivientes decidieron desterrar a Knull al Vacío.
Arishem llegó a la Tierra con la Cuarta Hueste Celestial. Durante este tiempo, fue avistado por primera vez por seres humanos, cuando comenzó su juicio de 50 años sobre la Tierra. Más tarde se reveló que durante la Tercera Hueste Celestial, había aceptado el voto de los Dioses de la Tierra de no interferencia en los asuntos celestiales. Con los otros miembros de la Cuarta Hueste en Perú, Arishem juzgó a la Tierra digna y dejó la Tierra. Arishem dirigió la Cuarta Hueste en el planeta llamado Pangoria, que juzgó indigno de vida. Con su compañero Celestial Exitar, comenzó el proceso de purificación y transformó a Pangoria en un paraíso virtual.
Cuando la Segunda Hueste visitó la Tierra, Arishem fue responsable de la matanza selectiva de los Deviants, causando el Gran Cataclismo, también conocido como el Gran Diluvio, que inundó el mundo. Arishem llegó para juzgar un planeta distante en el que X-Factor se había perdido durante algún tiempo. Arishem fue atacado por el poder combinado de las facciones de Elegidos, Rechazados y Principiantes; en respuesta a este ataque, permitió que el planeta viviera y los Celestiales partieron. Al encontrarse con los X-Men una vez más, el equipo le dice a Arishem y a los otros Celestiales que se vayan.
Casi todos los Celestiales, incluido Arishem, fueron asesinados cuando los Beyonders atacaron el Multiverso. Arishem resucitó más tarde cuando la Reina de Nevers usó el Celestial Uno Sobre Todos para restaurar a todos los Celestiales.
Cuando los Celestiales Oscuros invadieron la Tierra para purgar el planeta, atacaron y mataron a los Celestiales, incluido Arishem, al infectarlos con la Horda. El cuerpo de Arishem fue enviado a la Tierra para anunciar la llegada del Celestial Oscuro, y aterrizó en Londres. Durante la batalla final de los Vengadores contra los Celestiales Oscuros, la Horda reanimó los cuerpos de los Celestiales caídos. Para derrotar a la Horda, los Vengadores fusionaron sus energías para formar una Uni-Mente, dejando a la Horda inactiva con su poder. Los Celestiales volvieron a la vida y ayudaron a los Vengadores a derrotar a los Celestiales Oscuros.

## Poderes y habilidades
Como todos los demás Celestiales, Arishem se representa como un ser cósmico extremadamente poderoso cuyos poderes rivalizan con otras entidades cósmicas. Arishem y sus compañeros Celestiales son seres inmensos con una fuerza ilimitada y poderes sobrenaturales que trascienden el tiempo y el espacio, siendo capaces de manipular las energías cósmicas, crear nuevas especies y erradicar la vida. Arishem ha sido descrito como una entidad más fuerte que Odin, Zeus y Vishnu combinados. Al igual que los otros Celestiales, Arishem es casi invulnerable y casi inmortal. Los celestiales pueden regenerar las extremidades perdidas al instante. Los Celestiales pueden ser revividos por su propia especie, sin embargo, solo funciona si un Celestial no ha estado muerto por mucho tiempo. En comparación con otros Celestiales, Arishem es solo uno de los dos que tienen el derecho y el poder de exterminar a toda una raza.

## Recepción

### Recepción crítica
Saim Cheeda de CBR.com clasificó a Arishem en el noveno lugar en su lista de "Los 20 celestiales más poderosos de Marvel".

## Otros medios

### Marvel Cinematic Universe
- Arishem el Juez aparece en la película de Marvel Cinematic Universe Eternals (2021),[32] con la voz de David Kaye.[33]Esta versión es el Prime Celestial, a quien se le atribuye la creación del primer Sol y traer luz al universo. Su propósito es expandir el universo, lo que requiere sacrificar formas de vida menores para lograrlo. Hace millones de años, Arishem creó a los Deviants para ayudar en los nacimientos celestiales. Pero cuando sus creaciones se volvieron rebeldes, Arishem creó a los Eternos usando la Forja Mundial, para combatir a los Deviants que estaban interfiriendo en su trabajo. Uno de esos mundos al que Arishem envió a sus Eternos fue la Tierra, para asegurar el nacimiento de Tiamut. Arishem se comunicó directamente con Ajak en la Tierra. Después de su muerte a manos de los Deviants, él se puso en contacto con Sersi, informándole del verdadero propósito de los Eternos, el hecho de que los Eternos eran del planeta Olimpia era falso, y para garantizar que el surgimiento se llevara a cabo. Sin embargo, el grupo se apegó a la Tierra y trabajó para detener el surgimiento y evitar la muerte de la humanidad. Después de impedir el surgimiento, Arishem llevó a Sersi, Kingo y Phastos al espacio para estudiar sus recuerdos y juzgar si valía la pena preservar a la humanidad, y acordó perdonar a la gente de la Tierra si así fuera.
- Una variante alternativa de Arishem aparece en la tercera temporada de What If...?. En el episodio "What If... Agatha Went to Hollywood?", donde Arishem descubre la traición de Kingo, él decide destruir la Tierra, hasta enfrentarse y siendo destruido por Agatha Harkness siendo una poderosa Celestial.